# 益若翼
益若翼（日语：／ Masuwaka Tsubasa，1985年10月13日—）是日本的辣妹時尚模特兒。為極具人氣的《Popteen》讀者模特兒，其服裝或配飾常銷售一空，展現驚人的經濟效益，而有『100億圓辣妹』之稱。她所帶動的經濟效益被認為有500億圓以上。

## 經歷
埼玉縣越谷市出生。17歲登上時尚雜誌《Popteen》。最後一次由益若擔任封面模特兒的2008年2月號，銷售量突破41萬本，是該雜誌有史以來的最高記錄。
後因結婚、懷孕，宣布自《Popteen》畢業。
2009年起開始推出美容、服飾相關商品。2010年起逐漸增加電視曝光率。
2010年，《Popteen》的姊妹雜誌《PopSister》創刊，益若與星野加奈、菅野結以、小森純、樋口智子、青木英李、孫暐等人一同成為該雜誌的專屬模特兒，並獨自擔任封面模特兒。2011年8月發行的10月號中，益若宣布將從《PopSister》畢業。
2012年4月，媽媽雜誌《MaMa Cawa》創刊，益若與桃華繪里、板橋瑠美、宮下美惠等模特兒媽媽一同登上創刊號。

### 歌手
2007年，益若以「TSUBASA」名義錄製單曲《Magic to Love》。該曲是益若代言的香水「Magic TO LOVE2」形象曲，同時也作為發售紀念活動的購入者特典。
2011年6月，宣布以「Milky Bunny」的身分展開歌手活動。
2012年3月21日，發行首張專輯《Milky Bunny》。

## 私生活
2007年，益若與《Men's egg》讀者模特兒梅田直樹結婚。翌年4月產下一子。
2011年10月起兩人開始分居，2013年1月14日，益若在網誌公開宣布兩人已在13日提交離婚申請。。

## 演出

### 雜誌
- 《Popteen》（角川春樹事務所，－2008年2月號）專屬
- 《たまひよ（日语：たまひよ）こっこクラブ》（倍樂生，2009年10月－2011年4月號）連載
- 《PopSister》（角川春樹事務所，2009年4月號－2011年10月號）專屬
- 《saita》（7&I出版，2011年3月號～）專屬

### 相關書籍
- 《益若翼的時尚生活部落格》（つばさブログ）（角川春樹事務所，2007年9月）
- 《うめ♥つば 〜結婚から出産まで〜》（大洋圖書，2008年5月31日）
- 《つばさイズム》（講談社，2008年11月29日）
- 《益若翼的俏皮眼鏡魅力造型秀》（つばさ♥メガネ）（幻冬舍媒體諮詢，2009年11月26日）
- 《益若翼的巴黎俏麗時尚：Les Ailes》（Les Ailes）（小學館，2010年2月26日）
- 《Mickey Mouse Special Disney Collection Vol.1》（講談社，2009年12月3日）
- 《Mickey Mouse Special Disney Collection Vol.2》（同上）
- 《にてる!》（WANI BOOKS（日语：ワニブックス），2011年3月18日）著：信實（日语：のぶみ）
- 《益若翼流行時尚造型寫真手冊：EAT ME！》（EAT ME!）（寶島社，2013年10月12日）

### 活動
- 東京Girls Collection
- 神戶Collection（日语：神戸コレクション）
- 澀谷Girls Collection
- 澀谷Collection（日语：渋谷コレクション）
- Super Girls Festa in 台灣 2012
- SHIBUYA109 Festival 2012
- Super Girls Festa in 台灣 2013

### 電視節目
- 《We Can☆》（BS富士，2009年4月－2011年4月）
- 《全心全意DON!》（おもいッきりDON!）（日本電視台，2009年－2010年）周三企劃固定來賓
- 《魔女們的22時》（魔女たちの22時）（日本電視台，2009年－2011年）準固定來賓
- 《Welcome TV》（ウェルカムTV）（東京電視台，2009年－2010年）
- 《DON!》（日本電視台，2010年－2011年）周二固定來賓
- 《男女糾察隊》（朝日電視台）準固定來賓

### 連續劇
- 《倒數第二次戀愛》（2012年1月－3月，富士電視台）－飾 栗山遙（栗山はるか）

### CM
- DARIYA Palty（2008年－）
- 江崎固力果 Pocky（2009年）
- 環球音樂（2009年）
- TSUYAGLA PERFECT（ツヤグラパーフェクト）整髮器（2009年9月）
- 日本麥當勞 快樂兒童餐（2011年3月）
- T-Garden Candy Doll（2011年5月）
- 日本卡夫食品 Stride Stripe（2011年7月）
- FuRyu（日语：フリュー） FuRyu大頭貼機（2011年8月）
- UCC上島珈琲 天堂鳥熱帶紅茶（2012年3月）
- 伊藤洋華堂 伊藤洋華堂雨具（2013年3月）

### 其他
形象模特兒
- LIZ LISA（VENT INTERNATIONAL，2007年）
- Magic TO LOVE（EXPAND，2008年）
- Angelcolor（T-Garden，2008年）
- CandyDoll（T-Garden，2008年）
- GemCEREY（日语：ジェムケリー）（2009年－2010年）
- EDWIN（2009年、2010年）
- Chu-me（KITAMURA CAMERA（日语：カメラのキタムラ），2009年、2010年）
- S-leg（福助、2009年，2010年）
- DollyWink（KOJI本鋪，2009年、2010年）
- JINS（JIN，2010年）
- HONEY BEE（京瓷，2010年）
- UNO et L'ETOILE（KURAUDIA（日语：クラウディア），2010年）
- つばコレ（IMAGE，2011年）

手機放送局
- 於手機放送局Bee TV提供Moolog下載

親善大使
- 大分縣豐後高田市親善大使（2012年）

## 音樂作品

### Milky Bunny 單曲
| -        | 發行日         | 中文名              | 日文名             |
| -------- | -------------- | ------------------- | ------------------ |
| 1st      | 2011年7月20日  | Bunny Days♥         | Bunny Days♥        |
| 1st 下載 | 2011年11月9日  | no shape of love    | no shape of love   |
| 2nd      | 2012年1月11日  | 太狡猾了...／I Wish | ずるいよ…／I Wish  |
| 2nd 下載 | 2012年2月29日  | 奶昔 SOS!           | ミルクシェイクSOS! |
| 3rd      | 2012年10月17日 | 淚空                | ナミダソラ         |
| 4th      | 2013年3月6日   | 心浮氣躁？          | ねぇかまって？     |

### Milky Bunny 專輯
| -   | 發行日        | 作品        |
| --- | ------------- | ----------- |
| 1st | 2012年3月21日 | Milky Bunny |

### Milky Bunny 音樂錄影帶
| 年   | 作品        | 導演         |
| ---- | ----------- | ------------ |
| 2011 | Bunny Days♥ | nicographics |
| 2012 | 太狡猾了... | 河野未彩     |
| 2012 | 奶昔 SOS!   | Kanamedia    |
| 2012 | 淚空        | Kanamedia    |

### 影像作品
| 年     | 作品                                                                            | oricon 最高名次 | 認證 |
| ------ | ------------------------------------------------------------------------------- | --------------- | ---- |
| 2011年 | 《益若つばさの泣きピタ!DVD 泣きピタ!篇》 - 發售日：1月19日 - 發行公司：波麗佳音 | －              |      |
| 2011年 | 《益若つばさの泣きピタ!DVD スマイル!篇》 - 發售日:1月19日 - 發行公司：波麗佳音  | －              |      |

## 獎項
- 2008年 GRP Award 最優秀可愛模特兒大獎[26]
- 2009年 美甲皇后（日语：ネイルクィーン） 藝人部門[27]
- 2009年 U-CAN新語、流行語大賞 「Fast Fashion」TOP10[28]
- 2010年 Valentine Queen Award 喜愛的辣妹模特兒部門[29]
- 2011年 Valentine Queen Award 憧憬的女性辣妹模特兒部門[30]
- 2011年 美甲皇后 藝人部門[31]
- 2011年 情人节女高中生皇后赏憧憬的女模特第一名。（蝉联两届）
- 2011年 公私分明的妈妈名人第四位

## 備註
1. ↑  . oricon style. 2011年7月13日  [2013年10月29日]. （原始内容存档于2018年5月13日）.
2. ↑  . KITAMURA. 2009年6月1日  [2013年10月29日]. （原始内容存档于2020年5月5日）.
3. ↑  . Excite新聞，Cyzo Woman. 2009年6月10日  [2013年10月29日]. （原始内容存档于2016年3月4日）.
4. ↑  . Techinsight. 2012年3月24日  [2013年10月29日]. （原始内容存档于2020年5月4日）.
5. ↑  . goo新聞，日本藝人名鑑.   [2013-10-29]. （原始内容存档于2020-05-05）.
6. ↑  . 家電Watch. 2011年8月9日  [2013年10月29日]. （原始内容存档于2016年4月21日）.
7. ↑  週刊Playboy 2012年6月4日 90頁 現代"読モ"がよくわかる基礎講座
8. ↑  . 讀賣新聞.   [2013-10-29]. （原始内容存档于2013-11-05）.
9. ↑  . Fashionsnap.com. 2012年1月25日  [2013-10-29]. （原始内容存档于2016-07-10）.
10. ↑  . おもいッきりDON!，日本電視台. 2009年5月5日  [2013年10月29日]. （原始内容存档于2010年2月6日）.
11. ↑  . modelpress. 2012年2月29日  [2013年10月29日]. （原始内容存档于2014年4月25日）.
12. ↑  . modelpress. 2011年8月17日  [2013年10月29日]. （原始内容存档于2014年4月25日）.
13. ↑  . modelpress. 2010年4月17日. （原始内容存档于2012年3月14日）.
14. ↑  . Fashionsnap.com. 2011年9月18日  [2013-10-29]. （原始内容存档于2016-04-22）.
15. ↑  . Livedoor News，modelpress. 2011年8月17日. （原始内容存档于2014年4月25日）.
16. ↑  . modelpress. 2012年4月27日  [2013年10月29日]. （原始内容存档于2014年4月25日）.
17. ↑  . 東京都: ZIPANG CREATE.   [2011-07-14]. （原始内容存档于2011-07-18） （日语）.
18. ↑  . 東京都: オリコン. 2011-06-03  [2011-07-14]. （原始内容存档于2013-05-26） （日语）.
19. ↑  . 東京都: oricon. 2007-12-27  [2011-07-14]. （原始内容存档于2013-01-19） （日语）.
20. ↑  . 東京都: oricon. 2008-04-25  [2011-07-14]. （原始内容存档于2020-05-03） （日语）.
21. ↑  . 2012-12-28  [2013-10-29]. （原始内容存档于2014-04-08）.
22. ↑  . 2013-01-14.[永久]
23. ↑  .   [2013-10-29]. （原始内容存档于2017-03-12）.
24. ↑  . 楽曲関連情報. SPACE SHOWER TV. 2011-07-14  [2011-07-14]. （原始内容存档于2020-05-05） （日语）.
25. ↑  . オリコン芸能人事典. oricon.   [2011-07-14]. （原始内容存档于2014-03-03） （日语）.
26. ↑  . Girl Research Press. 2008  [2011-05-31]. （原始内容存档于2013-10-30） （日语）.
27. ↑  日本美甲師協會（日语：日本ネイリスト協会）. . 2009年  [2009年12月2日]. （原始内容存档于2021年1月13日）.
28. ↑  . oricon. 2009-12-02  [2011-05-31]. （原始内容存档于2016-03-04） （日语）.
29. ↑  . 東京都. THE TELEVISION（日语：ザテレビジョン）. 2010-02-04  [2011-05-31]. （原始内容存档于2010-04-12） （日语）.
30. ↑  . 東京都. THE TELEVISION. 2011-01-28  [2011-05-31]. （原始内容存档于2011-01-31） （日语）.
31. ↑  日本美甲師協會. . 2011  [2011-10-25]. （原始内容存档于2012-05-02）.

## 外部連結
- 官方网站
- Milky Bunny－波麗佳音官方網站 （页面存档备份，存于）
- 益若翼官方網誌 TSUBASA BLOG Powered by Ameba （页面存档备份，存于）
- 益若翼的X（前Twitter）